# Point Didot
Pour les articles homonymes, voir Didot.
Le Didot ou point Didot, créé par François-Ambroise Didot en 1785,, est un point typographique qui vaut 1⁄864 pied du roi. Douze points Didot font une unité cicéro.
Sa taille est théoriquement de 15 625⁄41 559 mm, soit environ 0,375 971 510 4 mm, bien qu’il en existe certaines variantes :
- 0,376 065 mm (0,0249 % plus large) : valeur traditionnellement utilisée en imprimerie européenne ;
- 0,376 000 mm (0,0076 % plus large) : utilisé par Hermann Berthold et bien d’autres, devenu un standard de fait ;
- 0,375 940 mm (0,0084 % plus petit), soit 266 points par 100 mm : utilisé par le typographe Jan Tschichold (1902-1974).

Il y a deux autres définitions du point typographique français, mais il ne s’agit guère du point Didot :
- 0,375 000 mm (0,2584 % plus petit) : proposé en 1975 par l’ISO, jamais adopté ;
- 0,400 000 mm (6,3910 % plus large) : unité adoptée par l’Imprimerie nationale.

Le point Didot est utilisé en typographie traditionnelle. La typographie informatique et la publication assistée par ordinateur (PAO) utilisent de nos jours le point pica (valant 0,94 point Didot).